# Конажины (гмина)
Конажины (пол. Konarzyny) — сельская гмина (волость) в Польше, входит как административная единица в Хойницкий повет, Поморское воеводство. Население — 2143 человека (на 2004 год).

## Демография
| Перепись                       | Всего   | Всего | Женщины | Женщины | Мужчины | Мужчины |
| ------------------------------ | ------- | ----- | ------- | ------- | ------- | ------- |
| Единицы                        | человек | %     | человек | %       | человек | %       |
| Население                      | 2143    | 100   | 1049    | 49      | 1094    | 51      |
| Плотность населения (чел./км²) | 20,6    | 20,6  | 10,1    | 10,1    | 10,5    | 10,5    |

## Соседние гмины
1. Гмина Хойнице
2. Гмина Члухув
3. Гмина Липница
4. Гмина Пшехлево